# Wapen van Aat

Wapen van Aat.

Het wapen van Aat is het heraldisch wapen van de Henegouwse gemeente Aat. Het wapen werd voor het eerst op 29 juli 1963 aan de gemeente Aat toegekend en op 3 februari 1981 in licht gewijzigde versie herbevestigd.

## Geschiedenis
Het wapen werd in de Nederlandse periode toegekend met zilveren rand, dewelke historisch incorrect was en in 1840 werd verwijderd uit de wapenbeschrijving. Het wapen bestaat uit een schild met een dubbele adelaar in sabel op goud met een hartschild met klimmende leeuw in sabel, het geheel geplaatst voor een bisschopskruis. Het is gebaseerd op de oudst bekende zegels van de gemeente.

## Blazoenering
De eerste blazoenering van het wapen luidt als volgt:

Van zilver beladen met een schild van goud waarop een dubbelde zwarte adelaar op wiens borst zich bevindende is een schildje van goud waarop een zwarte klimmende leeuw; het schild rustende tegen een bisschopskruis staande op een stoep van drie trappen, alles van zwart.
— Koninklijk Besluit van 29 juli 1818.

De huidige blazoenering is:

D'or à l'aigle éployée de sable, chargée dur la poitrine d'un écusson d'or au lion de sable, l'écu posé devant une croix tréflée de sable dressée dur trois degrés de même.
— Ministerieel Besluit van 8 juni 1979.